# Койне (лингвистика)
Койне́ (произносится койнэ́ или кайнэ́, неизменяемое, средний род; от греч. κοινὴ διάλεκτος «общий язык») — функциональный тип языка, используемый в качестве основного средства повседневного общения с широким диапазоном коммуникативных сфер в условиях регулярных социальных контактов между носителями разных диалектов (этнолектов) или языков.
Иногда койне рассматривается в одном ряду с пиджинами, однако процесс формирования койне существенно отличен от пиджинизации, предполагающей ощутимую структурную модификацию языка-источника, тогда как койне развивается, как правило, по линии сохранения и обогащения языка или диалекта, становящегося койне. Пиджин формируется в условиях контактирования и взаимовлияния разных языков, тогда как койне чаще всего (хоть и не всегда) складывается на базе диалектов одного языка или на базе близкородственных языков. В отдельных случаях пиджин может приобрести функции койне, развиваясь затем в сторону креольского языка.

## История
Первоначально термин койне применялся в лингвистике лишь к общегреческому языку, сложившемуся в эллинистический период (IV—III вв. до н. э.) на ионийско-аттической диалектной основе и служившему единым языком деловой, научной и художественной литературы греков до II—III вв., хотя уже в начале нашей эры возникает движение «аттикистов» (Лукиан Самосатский) против господства койне, за возрождение норм старой аттической литературы. Эллинистическое койне, вытеснившее древние греческие диалекты, послужило исторической основой современных греческих диалектов, возникших после распада койне.
В современной социолингвистике койне понимается шире — как любое средство общения (главным образом устного), обеспечивающее постоянную коммуникативную связанность некоторого региона.

## Характеристики
В роли койне может выступать:
- наддиалектная форма определённого языка, развивавшаяся на базе одного или нескольких диалектов;
- один из языков, представленных в данном ареале.

Различаются городские койне и койне ареала (страны).
Устные койне занимают промежуточное положение между лингва франка и общенациональным литературным языком. Кроме устных возможны также письменные койне, например латынь как научно-письменное койне в средневековой Европе или чагатайский общетюркский письменный язык в средневековом Туркестане.
Койне служит важной предпосылкой формирования литературного языка (особенно городское койне).